# Дауренбеков, Абдимутали Кайназарулы
Абдимутали́ Кайназа́рулы Дауренбе́ков (каз. Әбдімүтәлі Қайназарұлы Дәуренбеков; родился 17 сентября 1969 года в Мактааральском районе, совхоз Макталы) — выпускник Ташкентского исламского института, был имамом мечетей в Макталы, Мырзакенте. Руководил отделом проповеди Духовного управления мусульман Казахстана, затем отделом религиозного просвещения. В мае 2011 года назначен уполномоченным имамом Актюбинской области и имамом мечети Нур Гасыр. Занимал эту должность до конца 2015 года.

## Биография
Абдимутали Дауренбеков родился 17 сентября 1969 года в совхозе Макталы Мактааральского района Южно-Казахстанской области. В 1986 году окончил десять классов средней школы имени А. П. Чехова и был призван в армию. В 1987—1989 годах исполнял воинскую службу в Московской области и дослужился до звания командира отряда.
В 1990—1996 годах учился на курсах арабского языка при Бекабадской мечети в Узбекистане. В 1996—2000 годах проходил обучение в Ташкентском исламском институте.
В 2000—2001 годах — имам мечети «Аманулла» в родном ауле. В январе 2001 года был назначен имамом мечети «Абдул Аким» в Мырзакенте.
Начиная с мая 2001 года был назначен руководителем сначала отдела проповеди Духовного управления мусульман Казахстана, затем отдела религиозного просвещения. С мая 2011 года и до конца 2015 года был уполномоченным имамом (каз. өкіл имам) КМДБ по Актюбинской области и главным имамом мечети Нур Гасыр.
По итогам 2012 года Абдимутали Дауренбеков был выбран лучшим имамом Казахстана.
С 2016 года возглавляет Актюбинский колледж-медресе при мечети Нур Гасыр.

## Семья
Женат, отец семерых детей.